# Eliška Junková (malířka)
Eliška Junková (* 1980) je česká malířka. 

## Život
Malbě se věnuje již od svého útlého dětství. Ve svých jedenácti letech odjela na měsíční výtvarnou stáž do Londýna do rodiny výtvarníka Jana Brychty. Posléze, po studiu pražského gymnázia zaměřeného na výtvarné umění, pokračovala na jazykové škole, kde se věnovala španělštině. Následně vystudovala Filozofickou fakultu Univerzity Karlovy v Praze. Publikaci o Junkové napsal český fotograf a publicista Pavel Veselý (2015).

## Dílo
Ve své tvorbě volí výrazné barevné kontrasty. Její malby vznikaly na různých místech světa, mezi něž patří Mexiko, Belize, Guatemala nebo Kuba. V České republice vystavovala například v Praze, Mladé Boleslavi, Terezíně, Varnsdorfu nebo v Brozanech.